# Formació Bàsica en Seguretat
La Formació Bàsica en Seguretat és un curs que pretén garantir que la gent de mar sigui conscient dels perills de treballar en un vaixell i pugui respondre adequadament en cas d'emergència.
Aquest curs està regulat pel conveni internacional sobre normes d’entrenament, certificació i vigilància per a la gent de mar (STCW) i exigeix que la gent de mar tingui una “formació de familiarització” que inclou la lluita contra incendis bàsica, els primers auxilis elementals, les tècniques de supervivència personal i la seguretat personal i responsabilitat social.
Segons STCW, el codi STCW 95 requereix que seguiu aquest curs d'instrucció d'un mínim de 5 dies. Aquest curs s'ha de renovar cada 5 anys o, en determinades condicions, haureu de demostrar que teniu almenys 1 any de servei a bord de vaixells de 200 grt o més durant els darrers 5 anys.
Els mòduls del curs inclouen generalment un curs de prevenció i extinció d'incendis (lluita contra incendis bàsic) de 2 dies, un curs de tècniques de supervivència personal (PST) d'1,5 dies, un curs de seguretat personal i responsabilitat social (PSSR) de mig dia i, primers auxilis / RCP (Basic First Aid) d’un sol dia.
La formació bàsica en seguretat és el punt de partida per a les persones que busquen feina a la indústria marítima. La formació bàsica d’inducció i emergència en seguretat offshore o BOSIET està dissenyada per al personal marítim que tingui intenció de treballar en una instal·lació offshore al sector marítim del Regne Unit i forma part d’un procés d’inducció de seguretat offshore comú.